# گریگوری راسپوتین
گریگوری افیمویچ راسپوتین (به روسی: Григо́рий Ефи́мович Распу́тин)، یا گرگوار ایفی‌مویج نووی، (زاده ۲۱ ژانویه ۱۸۶۹ – درگذشته 19 دسامبر ۱۹۱۶) راهب ماجراجو و سیاست‌مدار روسی بود. وی قدرت و نفوذ عجیبی در نیکلای دوم (آخرین تزار امپراتوری روسیه) و همسر او الکساندرا فئودوروونا (تزارینای روسیه) داشت و در اغلب کارهای درباری به تزار کمک می‌کرد. چگونگی ترور او همچنان در هاله‌ای از ابهام است. پیش‌بینی انقلاب روسیه توسط راسپوتین از معروف‌ترین پیش‌بینی‌ها در تاریخ به حساب می‌آید. بیشتر مردم وی را به عنوان یک قدیس شفابخش و در بین عده‌ای دیگر به عنوان یک موجود شیطان صفت شناخته می‌شود.
اگر من توسط یکی از افراد دربار یا بستگان شما (مادرت) به‌قتل رسیدم، بدانید که شما و خانواده‌تان و کل اهل دربار بیش از ۲ سال زنده نخواهید ماند و به دست مردم روسیه کشته خواهید شد.— راسپوتین خطاب به الکسی پسر نیکولای دوم

## زندگی خصوصی

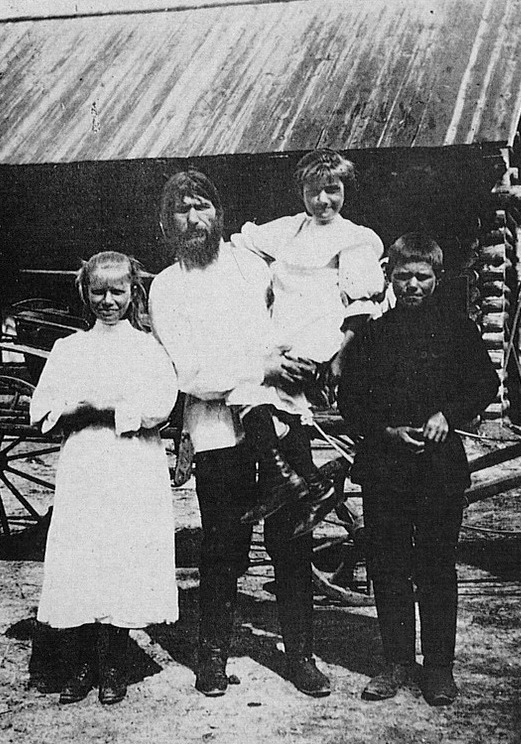
راسپوتین به همراه فرزندان خود

او صوفی‌مسلکی بود که در ۲۱ ژانویه ۱۸۶۹ در دهکده‌ای به نام پوکروفسکوی (به انگلیسی: Pokrovskoye) و (به روسی: Покровское) در منطقه یاکوسکی در استان تیومن در جنوب سیبری به دنیا آمد و هیچ تحصیلاتی نداشت.
سوابق کمی از والدین راسپوتین وجود دارد. پدرش، یتیم یک کشاورز دهقانی و بزرگ کلیسا بود که در سال ۱۸۴۲ در پوکروفسکویه به دنیا آمد و در سال ۱۸۶۳ با مادر راسپوتین، آنا پرشوکووا، ازدواج کرد. این زوج هفت فرزند دیگر داشتند که همگی در دوران نوزادی و اوایل کودکی مردند. ممکن است فرزند نهم، فئودوسیا وجود داشته باشد. به گفته مورخ ژوزف تی فورمن، راسپوتین مطمئناً به فئودوسیا نزدیک بود و پدرخوانده فرزندانش بود. 
به گفته مورخ داگلاس اسمیت، جوانی و اوایل بزرگسالی راسپوتین «سیاه چاله ای است که ما تقریباً هیچ چیز در مورد آن نمی‌دانیم»، اگرچه فقدان منابع و اطلاعات موثق باعث نشد که دیگران پس از به شهرت رسیدن راسپوتین داستان‌هایی دربارهٔ والدین و جوانی او بسازند. با این حال، مورخان موافق هستند که مانند بسیاری از دهقانان سیبری، از جمله مادر و پدرش، راسپوتین به‌طور رسمی تحصیل نکرده بود و تا اوایل بزرگسالی بی‌سواد باقی ماند. سوابق بایگانی محلی نشان می‌دهد که او جوانی تا حدودی سرکش داشته‌است - احتمالاً مشروب‌خواری، دزدی‌های کوچک و بی‌احترامی به مقامات محلی - اما هیچ مدرکی مبنی بر اتهام دزدی اسب، توهین به مقدسات، یا شهادت دروغین وجود ندارد، همه جنایات اصلی که بعداً به آنها نسبت داده شد.
در سال ۱۸۸۶، راسپوتین به آبالاک، روسیه، در ۲۵۰ کیلومتری شرق-شمال شرقی تیومن و ۲۸۰۰ کیلومتری شرق مسکو سفر کرد و در آنجا با دختری دهقانی به نام پراسکویا دوبرووینا آشنا شد. پس از یک خواستگاری چند ماهه، آنها در فوریه ۱۸۸۷ ازدواج کردند. پراسکویا در طول سفرهای بعدی راسپوتین و به شهرت رسیدن در پوکروفسکویه ماند و تا زمان مرگش به او ارادت داشت. این زوج هفت فرزند داشتند، اگرچه تنها سه نفر تا بزرگسالی زنده ماندند: دیمیتری (متولد ۱۸۹۵)، ماریا (متولد ۱۸۹۸)، و واروارا (متولد 1900).

## گرایش به مذهب
راسپوتین در سال ۱۸۹۷ به دلایل نامشخصی، به مذهب علاقه‌مند شد و پوکروفسکویه را برای رفتن به زیارت ترک کرد. طبق ادعای برخی منابع، راسپوتین برای فرار از مجازات به دلیل نقشش در سرقت اسب، روستا را ترک کرد. منابع دیگر بیان می‌کندند که او رؤیایی از مریم باکره یا سنت سیمئون ورخوتوریه داشته‌است، در حالی که برخی دیگر معتقدند که زیارت راسپوتین توسط یک دانشجوی جوان الهیات به نام ملیتی زابوروفسکی الهام گرفته شده‌است. در هر حال دلایل راسپوتین هر چه بود، این سفر منجر به کنار گذاشتن زندگی قدیمی‌اش شد. او در این سفر بیست و هشت ساله بود، ده سال از ازدواج او می‌گذشت و یک پسر شیرخوار و یک فرزند دیگر در راه داشت. به گفته داگلاس اسمیت، تصمیم او «فقط می‌تواند ناشی از نوعی بحران عاطفی یا معنوی باشد».
راسپوتین قبلاً زیارت‌های کوتاه‌تری به صومعه مقدس زنامنسکی در آبالاک و کلیسای جامع توبولسک انجام داده بود، اما بازدید او از صومعه سنت سیمئون در ورخوتوریه در سال ۱۸۹۷ او را متحول کرد. در آنجا، او یکی از بزرگان صومعه به نام مکاری را ملاقات کرد پس از این دیدار او «عمیقاً فروتن» شد. راسپوتین ممکن است چندین ماه را در ورخوتوریه گذرانده باشد، و شاید در اینجا بود که خواندن و نوشتن را آموخت، اما بعداً از صومعه شکایت کرد و ادعا کرد که برخی از راهبان به همجنس‌بازی می‌پردازند. او پس از مدتی به عنوان یک مرد تغییر یافته به پوکروفسکویه بازگشت. 
راسپوتین پس از مدتی پوکروفسکویه را ترک کرد و تا سال ۱۹۰۰ به‌عنوان یک استرانیک (سرگردان یا زائر مقدس) در کشور سرگردان بود و از مکان‌های مقدس دیدن می‌کرد. در اوایل دهه ۱۹۰۰، راسپوتین مجدداً به پوکروفسکویه بازگشت و حلقه کوچکی از پیروان که عمدتاً اعضای خانواده و سایر دهقانان محلی بودند ایجاد کرد که در روزهای یکشنبه و سایر روزهای مقدس، هنگامی که او در پوکروفسکویه بود دعا می‌کردند. راسپوتین در آن زمان هنوز در خانه پدرش زندگی می‌کرد و این گروه جلسات دعای مخفیانه را در خانه پدر راسپوتین برگزار می‌کردند. این جلسات مورد سوء ظن و خصومت کشیش روستا و سایر اهالی روستا قرار گرفت. شایعه شده بود که پیروان زن قبل از هر جلسه او را به‌طور تشریفاتی می‌شستند، این گروه آهنگ‌های عجیبی می‌خواندند، و حتی راسپوتین به خلیستی پیوسته بود، فرقه‌ای مذهبی که شایعه شده بود مراسم وجدآمیز آن شامل خودزنی و عیاشی‌های جنسی است. به گفته یوزف فورمن مورخ، با این حال، «تحقیقات مکرر نتوانستند ثابت کنند که راسپوتین همیشه عضو فرقه بوده‌است» و شایعات مبنی بر اینکه او خلیست بوده را بی ‌پایه دانسته‌است.

## شهرت
در اوایل سال ۱۹۰۰ اخبار مربوط به فعالیت و کاریزمای راسپوتین در سیبری منتشر شد. در محدوده سال‌های ۱۹۰۴ تا ۱۹۰۵ او به شهر کازان سفر کرد و در آنجا به عنوان یک مرد مقدس که می‌توانست به مردم در حل بحران‌ها و اضطراب‌های روحی‌شان کمک کند، شهرت پیدا کرد. اما همزمان شایعاتی در پی آن که او با پیروان زن خود رابطه جنسی برقرار می‌کند پخش شد ولی این شایعات نیز نتوانست بر رابطه و تأثیر مثبت بر مقامات کلیسای؛ ارشماندریت آندذری و اسقف کریستانوس بگذارد. تا جایی به او توصیه‌نامه به منظور ملاقات با اسقف سرگئی؛ رئیس مدرسه علوم عرفانی سن پترزبورگ دادند همین امر موجب سفر راسپوتین به سن پترزبورگ پایتخت حکومت تزاری شد.
پس از ملاقات با سرگئی در صومعه نوسکی، راسپوتین به رهبران کلیسا، از جمله ارشماندریت تئوفان، بازرس حوزه علمیه، که ارتباط خوبی با جامعه سن پترزبورگ داشت و بعداً به عنوان اعتراف کننده تزار و همسرش خدمت کرد، معرفی شد. تئوفان چنان تحت تأثیر راسپوتین قرار گرفت که از او دعوت کرد در خانه‌اش بماند. تئوفان به یکی از مهم‌ترین و تأثیرگذارترین دوستان راسپوتین در سن پترزبورگ تبدیل شد،  و او را به بسیاری از مراسم‌های بزرگی که در آن اشراف برای بحث‌های مذهبی گرد هم می‌آمدند، وارد کرد. از طریق این جلسات بود که راسپوتین تعدادی از پیروان اولیه و تأثیرگذار خود را جذب کرد، که بسیاری از آنها بعداً مقابل او قرار گرفتند.
پیش از ورود راسپوتین به سن پترزبورگ، جنبش‌های دینی جایگزین مانند معنویت گرایی و تئوسوفی در میان اشراف شهر رایج شده بود و بسیاری از اشراف به شدت در مورد امور غیبی و ماوراء طبیعی کنجکاو بودند. عقاید و «آداب عجیب» راسپوتین او را به موضوع کنجکاوی شدید در میان نخبگان سن پترزبورگ تبدیل کرد که به گفته مورخ ژوزف فورمن در این دوره «بی حوصله، بدبین و به دنبال تجربیات جدید بودند».
به گفته جوزف تی فورمن، راسپوتین در اولین دیدار خود تنها چند ماه در سن پترزبورگ ماند و در پاییز ۱۹۰۳ به پوکروفسکویه بازگشت. راسپوتین تا سال ۱۹۰۵ با چندین تن از اعضای اشراف، از جمله «پرنسس‌های سیاه»، میلیتسا و آناستازیا مونته‌نگرو که با پسرعموهای تزار ازدواج کرده بودند (دوک بزرگ پیتر نیکولاویچ و شاهزاده جورج ماکسیمیلیانوویچ رومانوفسکی) دوستی برقرار کرد. که بعدها این افراد در معرفی راسپوتین به تزار و خانواده‌اش نقش اساسی داشتند.

### پیش‌گویی‌های راسپوتین
داستان‌ها و شایعات زیادی در خصوص پیش‌بینی‌های راسپوتین وجود دارد. برخی از این پیش‌بینی‌ها بدین شرح‌اند:
- در دوران کودکی چندی از بزرگان روستای راسپوتین به منزل پدر وی آمده تا در خصوص سرقت اسب از یکی از روستاییان بحث کنند راسپوتین که در آن زمان در بستر بیماری بود ناگهان وارد جمع شده و به یکی از افراد اشاره می‌کند و مدعی می‌شود که او اسب را دزدیده‌است. پدر راسپوتین گفته‌های او را به حساب بیماری و هذیان‌گویی می‌گذارد ولی پس از مدتی اسب دزدیده شده در خانهٔ فردی که راسپوتین به او اشاره کرده بود، یافته می‌شود. در خصوص این داستان روایت‌های مختلفی وجود داشته و برخی از محققان بر این باورند که خود راسپوتین اسب را دزدیده بود.
- یکی دیگر از داستان‌های پیش‌بینی شده توسط راسپوتین در زمان بازگشت او به کلیسای سن پترزبورگ است. کشیش اعظم کلیسا که شایعات زیادی در خصوص توانایی‌های راسپوتین در پیش‌بینی آینده شنیده بود، به قصد آزمودن راسپوتین در خصوص سرنوشت ناو ارتش روسیه که برای جنگ با ژاپن راهی شده بود سؤال می‌کند و راسپوتین جواب می‌دهد که گمان می‌کند این ناو غرق شود. مدتی بعد ارتش روسیه در جنگ با ژاپن به شکلی تحقیرآمیز شکست خورده و ناو مربوط نیز غرق می‌شود. با این که پیش‌بینی راسپوتین درست بود اما کاملاً قابل پیش‌بینی بود که ارتش فرسوده روسیه توان مقابله با نیروی دریایی قوی و بروز ژاپن را ندارد.
- یکی دیگر از پیش‌گویی‌های راسپوتین اطلاع از وضع بیماری پسر تزار بود که کاملاً از همه مخفی شده بود که راسپوتین مدعی می‌شود که مریم مقدس او را از این جریان مطلع کرده‌است. این درحالی است که بسیاری از محققان براین باورند که پرنسس‌های سیاه، میلیتسا و آناستازیا مونته‌نگرو، راسپوتین را در جریان بیماری پسر تزار گذاشته‌است.
- مهم‌ترین و معروف‌ترین پیش‌گویی راسپوتین در خصوص سقوط امپراتوری تزار روسیه بود. راسپوتین در آخرین ماه‌های زندگی خود پیش‌بینی کرده بود در صورت مرگ او سلطنت تزار به پایان خواهد رسید و خانواده سلطنتی نابود خواهند شد. راسپوتین در آخرین روز سال ۱۹۱۶ ترور شد و به قتل رسید و همان‌طور که پیش‌بینی کرده بود چند هفته بعد سلطنت تزارها به پایان رسید.

## ورود راسپوتین به دربار روسیه

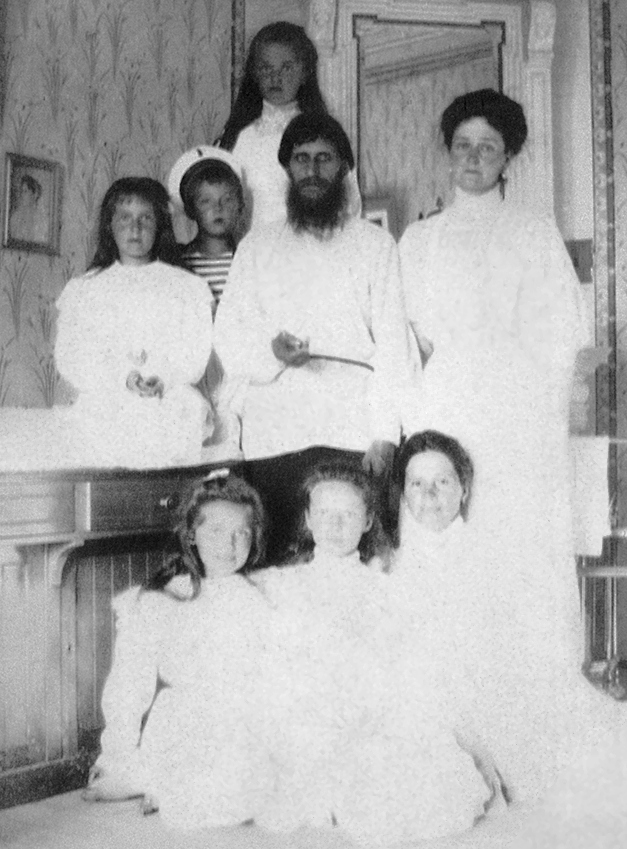
راسپوتین به همراه آلکساندرا فیودوروفنا (تزارینای روسیه) به همراه فرزندان و پرستاران دربار (سال ۱۹۰۸)

در دربار تزار نیکولاس دوم امپراتور روسیه از دودمان رومانوف، تنها شاهزاده پسر که قرار بود پس از مرگ امپراتور جایگزین وی شود به بیماری هموفیلی دچار بود که از مادرش الکساندرا، نوه ملکه ویکتوریا به وی به ارث رسیده بود. پزشکان دربار و بهترین پزشکان کشور از درمان وی عاجز مانده بودند. شاه نیز از ترس اینکه مردم قطع شدن رشته سلطنتی وی را با مرگ احتمالی تنها وارث تاج و تخت روسیه کبیر متوجه شوند، این موضوع را از افکار عمومی بشدت مخفی نگه می‌داشت.
کشیش کلیسا که از معدود افرادی بود که از بیماری الکسی با خبر بود و مرتباً بر بالین او حاضر می‌شد، راسپوتین را به عنوان فردی مقدس به دربار معرفی کرد، بدون اینکه از بیماری الکسی به وی خبر دهد. ولی در این دیدارها راسپوتین ادعا می‌کند مریم مقدس او را لمس کرده و خبر از بیماری پسر تزار داده‌است. این در حالی است که بسیاری از مورخان بر این باورند که راسپوتین از طریق میلیتسا و آناستازیا مونته‌نگرو متوجه بیماری الکسی شده بود. با توجه به شهرت راسپوتین در بین خانواده سلطنتی، ملکه از راسپوتین می‌خواهد تا برای درمان پسرش دعا کند. راسپوتین کنار تخت ولیعهد نشست. نگاهی به الکسی کرد. دستش را به دست گرفت، چیزی زیر لب زمزمه کرد و با دست دیگر موهای الکسی را نوازش کرد پس از مدتی الکسی به خواب رفته و روز بعد حال عمومی الکسی بهبود می‌یابد. این امر موجب شد که راسپوتین جای تمام پزشکان دربار را بگیرد و به مرور حال الکسی بهبود یافت. 

### نظرها در مورد ادعای راسپوتین
عده خیلی زیادی از مردم معتقدند در دیدارهای او با کشیش، راسپوتین کشیش را هیپنوتیزم می‌کرده‌است.

## راسپوتین در دربار روسیه

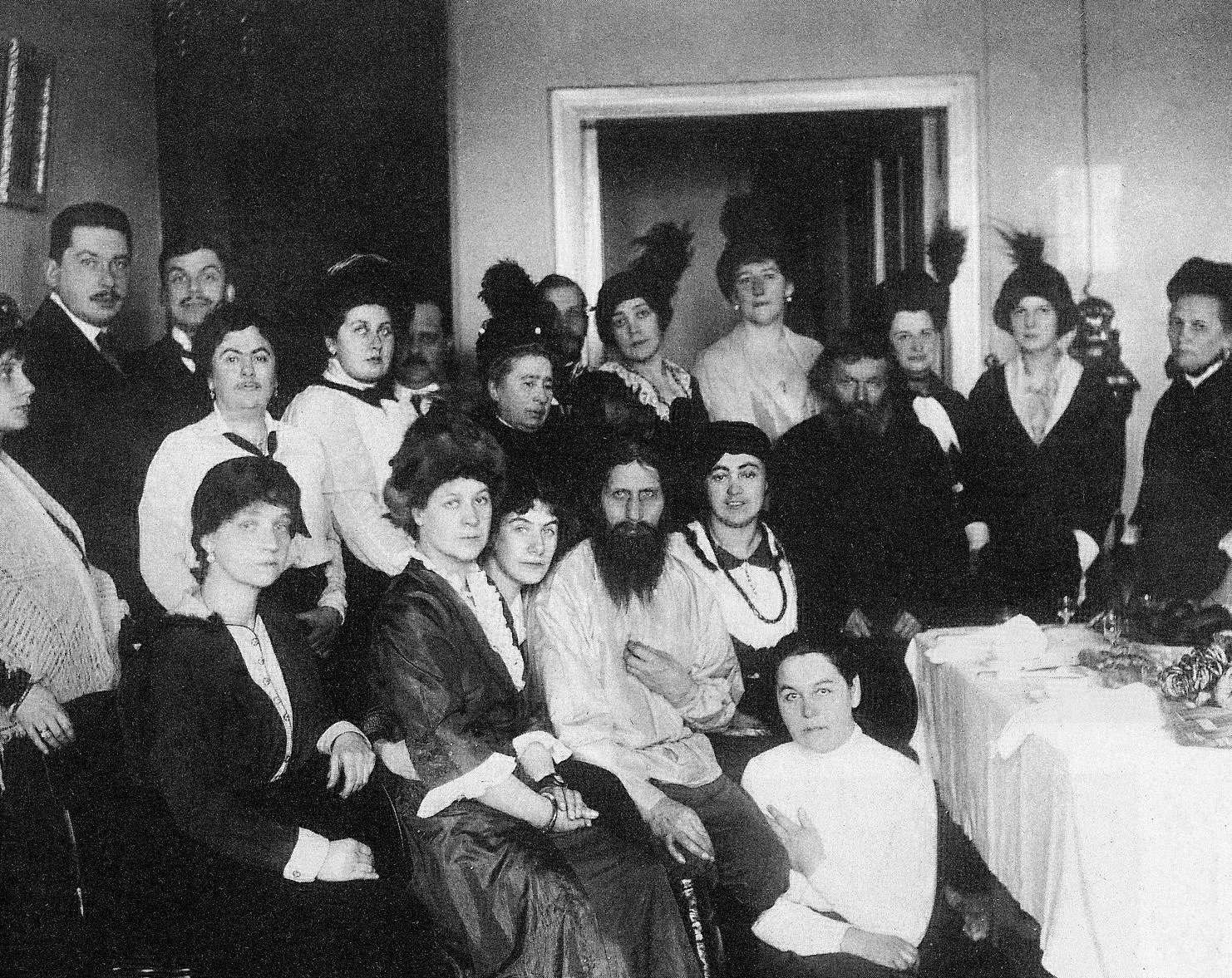
به همراه ستایش‌گرانش، احتمالاً در جشن تولد خود در اوایل سال ۱۹۱۴، پدر او نفر چهارم از سمت راست است. تلفن شخصی او نیز دیده می‌شود. (عکس از کارل بولا)

در ابتدا، وی تنها هر از گاهی به دربار رفت‌وآمد داشت. اما پس از چندی راسپوتین جای خود را در دربار باز کرد و از آنجا که درباریان (بخصوص ملکه) آینده تاج و تخت روسیه و ماندگاری‌اش میان رومانُف‌ها را در گرو قدرت معنوی راسپوتین می‌دانستند، راه را برای نفوذ بیشتر وی در سرنوشت روسیه باز کردند. این نفوذ تا جایی ادامه داشت که بنا به دستور تزار انتخاب اعضا و رئیس شورای کلیسا به راسپوتین سپرده شد.
قدرت گرفتن راسپوتین در دربار تزار تا حدی پیش رفت که تزار و ملکه در تمامی تصمیمات حکومتی با راسپوتین مشورت می‌کردند. در همین حین شایعاتی مطرح شده بود که ملکه با راسپوتین رابطه عاشقانه برقرار کرده‌است. این شایعات وقتی اوج گرفت که نامه ارسالی ملکه به راسپوتین وقتی او در سفر بود افشا شد. وجود این شایعات و همچنین نفوذ بیش از حد راسپوتین در دربار تزار موجب ناخرسندی مقامات دربار، اشراف و مقامات کلیسا گشت. تا جایی که کلیسا حکم برائت از راسپوتین را صادر کرد.
و به دلیل دخالت‌های راسپوتین در امور کشور نخست‌وزیر آن زمان روسیه پیتر استولیپین از مقام خود استعفا کرد. پس از مدتی فشار تا حدی افزایش یافت که ملکه و تزار مجبور به اخراج راسپوتین از دربار شدند و دیدارهای رسمی با راسپوتین را قطع کردند. ولی این حکم نیز صرفاً جنبه تشریفاتی داشت و ملکه در خفا با راسپوتین دیدار داشت و خود را مرید راسپوتین می‌دانست و عملا راسپوتین نقش دولت در سایه را ایفا می‌نمود.

## جنگ جهانی اول
در روز ۲۸ ژوئن ۱۹۱۴، آرشیدوک فرانتس فردیناند وارث تاج و تخت اتریش-مجارستان توسط یک ملی‌گرای بوسنیایی صرب به نام گاوریلو پرنسیپ ترور شد. اتریش-مجارستان علیه صربستان اعلام جنگ کرد. قدرت‌های دیگر اروپایی نیز به همراه اتریش-مجارستان علیه صربستان که از متحدان رسمی روسیه بود به‌پا خاستند.
دربار روسیه و اتریش برخلاف داشتن نسبت فامیلی با یکدیگر نتوانستند یکدیگر را قانع کنند و این سرآغازی شد برای وقوع جنگ جهانی اول. جنگی که در آن بیش از ۹ میلیون سرباز کشته و میلیون‌ها تن نیز بی‌خانمان شدند.
روسیه ارتش پرقدرتی داشت و در روزهای اول جنگ خوب پیش می‌رفت. اما وجود اختلاف بین فرماندهان جنگ این روند را تخریب کرد. تا جایی که نگرانی شاه از سقوط دولتش در طی جنگ وی را بر آن داشت تا خود شخصاً در جبهه‌های جنگ حضور یابد، بی‌اطلاع از اینکه پیش از جنگ، نارضایتی‌های داخلی موجبات سقوط وی را فراهم خواهد آورد.

## نقش راسپوتین در جنگ

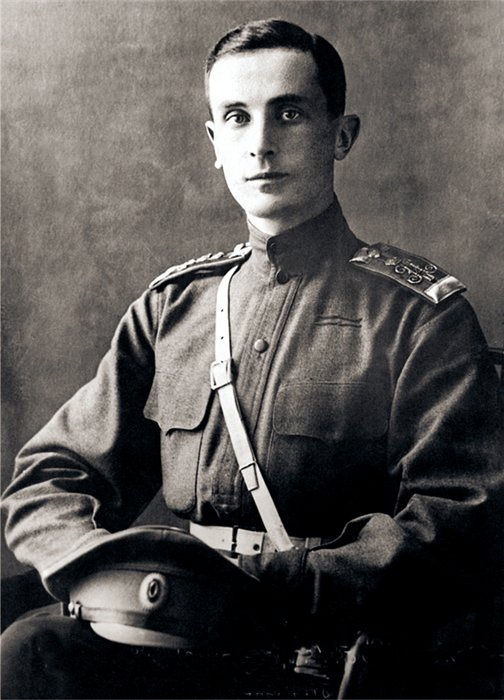
فلیکس یوسوپف در سال ۱۹۱۴، ضارب نخست

نقش راسپوتین را در جنگ نمی‌توان نادیده گرفت. تزار روسیه و اشراف دربار همگی موافق وارد شدن روسیه به جنگ با آلمان بودند ولی راسپوتین صراحتاً با وارد شدن روسیه به جنگ مخالفت می‌کرد و بارها عقیده خود را به تزار و ملکه ابراز نمود ولی برخلاف تصور خود که انتظار داشت تزار با نظر او موافقت کند و وارد جنگ نشود، این بار تزار با او مخالفت کرد و به او دستور داد که به منظور کاهش مخالفت‌های دربار با راسپوتین و فشار درباریان او به زادگاه خود بازگردد. پس از شروع جنگ، تزار که به منظور هدایت جنگ از پایتخت خارج شده بود، حکومت را به‌طور کامل به ملکه سپرد این امر موجب بازگشت راسپوتین به دربار شد. در این زمان که راسپوتین چاره‌ای جز حمایت از جنگ نمی‌دید به انجام پیش‌گویی‌های در خصوص جنگ و مشورت دادن به ملکه و تزار در خصوص انجام عملیات‌های جنگی شد. در این زمان موجی در روسیه راه افتاد که همه می‌گفتند «نیروهایی پلید دور تخت سلطنت را گرفته‌اند» که اشاره آن‌ها به راسپوتین بود. او از طریق نامه ارتش شاه را هدایت می‌کرد. از آنجا که خود شاه در دربار حضور نداشت و همسرش اداره امور جنگ را برعهده داشت، ملکه مستقیماً از طریق پیش‌بینی‌های راسپوتین تاکتیکهای جنگی را به فرماندهان جنگ ابلاغ و آن‌ها را موظف به تبعیت از آن‌ها می‌کرد. به عقیده عده‌ای از مردم راسپوتین که خود از قشری رنجدیده بود، عمداً پیش‌بینی‌های غلطی انجام می‌داد تا موجبات سقوط حکومت رومانُف‌ها را فراهم آورد. در بسیاری از موارد عملیات‌های جنگی درست پیش از شروع توسط تزار لغو می‌شد. بعد مشخص شد که راسپوتین از طریق ملکه به تزار توصیه می‌کرد که عملیات را لغو کند زیرا او پیش‌بینی کرده که عملیات با شکست مواجه خواهد شد. همین امر موجب نارضایتی و دشمنی فرماندهان جنگ و به خصوص فرمانده کل (خواهر تزار) از راسپوتین شد.
پس از شکست‌های پی‌درپی ارتش روسیه در جنگ، مردم و همچنین درباریان به نفوذ بیش از حد راسپوتین در دربار اعتراض کردند و خواستار اعمال راه حل اساسی در این‌باره شدند. آن‌ها حتی در نامه‌ای به ملکه، انزجار خود را از این موضوع ابراز کردند که با بی‌توجهی ملکه روبرو شد.
اما این اعتراض‌ها توسط درباریان و فرماندهان جنگ نیز موجب تغییر موضع تزار نسبت به راسپوتین نشد. این امر تا جایی پیش رفت که تزار خواهر خود (فرمانده کل) از این سمت برکنار نمود.

حامیان اتحاد روسیه و جمهوری سوم فرانسه با هدف شکست امپراتوری آلمان معتقد بودند که راسپوتین سیاست خارجی روسیه را بی‌اعتبار می‌کند. او در اوایل سال ۱۹۱۴ به یک روزنامه‌نگار ایتالیایی گفته بود که
به امید خدا جنگ نمی‌شود و من دوباره سرم شلوغ می‌شود.

## مرگ

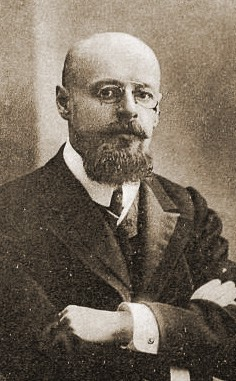
ولادیمیر پوریشکوویچ شخصی که دومین گلوله را شلیک کرد

سه شخص سرشناس به نام‌های شاهزاده فلیکس یوسوپف (همسر دخترخاله تزار)، ولادیمیر پوریشکوویچ (عضوی از دوما) و دوک اعظم دیمیتر پاولووییچ (پسرخاله تزار)، در طی جلسه‌ای رسمی راسپوتین را خطری جدی برای امنیت روسیه دانستند. آن‌ها در آن جلسه، نقشه ترور وی را طراحی کردند و قرار شد شاهزاده فلیکس یوسوپف با استفاده از علاقه راسپوتین به زن‌ها، وی را به بهانه درخواست مداوای همسر مریضش به منزلش بکشاند و با خوراندن سیانور در لای کیک و کلوچه و شراب او را بکشند.
دستکم پنج نفر از اشراف روسیه به سرکردگی پرنس یوسوپوف در این قتل دست داشتند. البته بعضی معتقدند تعداد کسانی که از نقشه قتل مطلع بوده‌اند بیش از این بوده‌است.

### پیش‌بینی مرگ

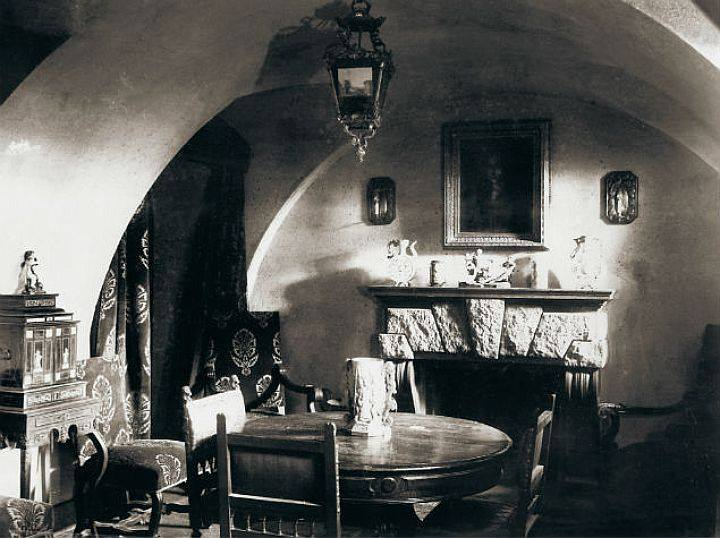
زیرزمین خانه یوسوپف، جایی که راسپوتین به قتل رسید

دراواخر نوامبر ۱۹۱۶ شاهزاده فلیکس از وی می‌خواهد برای مداوای همسرش ایرینا به خانه‌اش برود. پس از آن وی نامه معروفش را می‌نویسد که هم‌اکنون در موزه ملی سن پترزبورگ روسیه از آن نگهداری می‌شود. قسمتی از متن نامه مذکور بدین شکل است:
مادر (منظور ملکه)، می‌دانم که مرگ من نزدیک است. امروز آخرین لحظات زندگیم را سپری می‌کنم. اما آگاه باشید. اگر من توسط روستاییان و کولی‌ها و هم قطارانم به قتل رسیدم بدانید که هیچ خطری شما و مردم روسیه را تهدید نمی‌کند، اما اگر من توسط یکی از افراد دربار یا فامیلهای شما به قتل رسیدم، بدانید که شما و خانواده‌تان و کل اهل دربار بیش از ۲ سال زنده نخواهید ماند و به دست مردم روسیه کشته خواهید شد… دوستتان دارم، پدر گریگوری راسپوتین.

### مرگ
نقشه قتل راسپوتین بر این منوال بود که یوسوپف که آشنایی دیرین با راسپوتین داشت خود را به او نزدیک کرده و اعتماد او را جلب کند و پس از مدتی او را به بهانه ای به قصر خود آورده و مسموم نماید. در ابتدا یوسوپف به بهانه این که دچار بیماری شده از راسپوتین خواست که او را درمان کند همین امر موجب نزدیکی و اعتماد بیشتر راسپوتین به یوسوپف شد پس از مدتی یوسوپف ادعا نمود که همسرش دچار بیماری شهوت شده‌است و از راسپوتین درخواست کرد که او را نیز معالجه کند. ولی با توجه به این که او یکی از اشرافیان کشور بود هیچ فردی نباید از این واقعه مطلع شود؛ لذا درخواست نمود که نیمه شب راسپوتین از درب پشتی منزلش خارج شود و مخفیانه همراه با یوسوپف به قصر او برود. پس از ورود راسپوتین به قصر ، یوسوپف به بهانه این که یک میهمان ناخوانده برای همسر او آمده‌است او را به زیرزمین خانهٔ موردنظر بردند تا پس از اتمام میهمانی راسپوتین همسر یوسوپف را ملاقات کند. در این هنگام از او با شیرینی و شراب‌هایی که به سیانور آغشته بود از او پذیرایی کردند ولی راسپوتین به بهانه این که میلی به شیرینی ندارد از خوردن آنها امتناع کرد. یوسوپف که فکر می‌کرد راسپوتین از نقشه او مطلع شده‌است به بهانه ای زیرزمین را ترک تا این موضوع را به همدستان خود اطلاع دهد. در همین هنگام بود که از زیر زمین صدای باز کردن درب شراب شنیده شد.
یوسوپف که مطمئن شده‌بود که راسپوتین از شیرینی‌های مسموم خورده به زیر زمین بازگشت. اما بعد از حدود نیم ساعت که از خوردن شیرینی و شراب می‌گذشت، راسپوتین مسموم نشد و می‌خواست ایرینا (همسر یوسوپف) را ببیند. در همین حال، هم‌دستان یوسوپوف بالای زیرزمین سروصدا می‌کردند؛ انگار که مهمانی هنوز تمام نشده‌است. حتی با گرامافون، ملودی احمق آمریکایی را پخش می‌کردند. در همین هنگام بود که یوسوپف به دلیل اثر نکردنِ زهر، به راسپوتین شلیک کرد، اما راسپوتین از جای خود بلند شد و به سمت درِ حیاط دوید. یوسوپوف او را تا حیاط دنبال کرد. در حیاط خانه، پوریشکویچ از پشت‌سر سه بار به راسپوتین که در حال بالا رفتن به سمت دروازه قصر برای فرار بود شلیک کرد که یکی از گلوله‌ها به راسپوتین برخورد کرده و او را نقش بر زمین نمود. در نهایت پوریشکویچ به سمت او رفته و گلوله نهایی را بر سر راسپوتین شلیک کرد و در همان‌جا راسپوتین کشته شد. پس از کشته شدن راسپوتین یوسوپف، پوریشکویچ و پاولووییچ جنازه او را به رودخانه‌ای در نزدیکی خانه یوسوپف انداختند.

### ابهامات[۱]

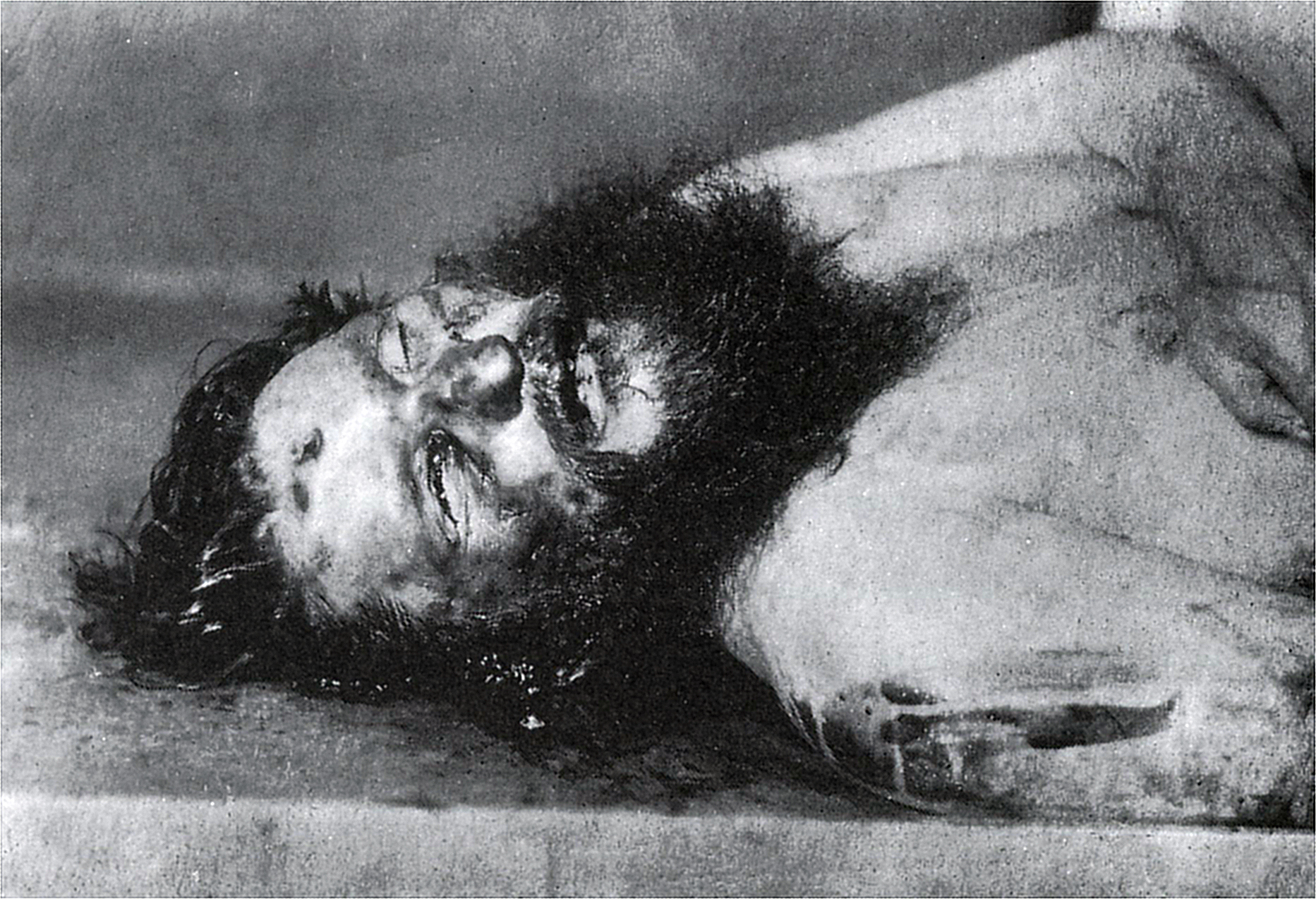
چهره راسپوتین پس از مرگ

چگونگی مرگ او در هاله‌ای از ابهام است.
- این روایت که هم‌دستان یوسوپوف در بالای زیرزمین سروصدا می‌کرده یا حتی ملودی پخش می‌کردند. نامحتمل به نظر می‌رسد.
- اینکه راسپوتین مرگ خود را پیش‌بینی کرده و در آخرین نامه خود به آن اشاره کرده بود مورد شک است؛ زیرا الکساندر پروتوپوپوف، وزیر کشور دربار به راسپوتین هشدار داده بود که گروهی نقشه کشیده‌اند او را بکشند و توصیه کرده بود او چند روزی در انظار عمومی ظاهر نشود. اما راسپوتین گفته بود «دیگر دیر شده‌است».
- ماجرای شیرینی زهرآلود نیز مورد شک است. کسانی که راسپوتین را از نزدیک می‌شناختند می‌گفتند که او اساساً چیزهای شیرین نمی‌خورد؛ زیرا معتقد بوده به قدرت‌های فرابشری‌اش آسیب می‌زند.
- روایت‌ها در مورد پیراهنی که راسپوتین هنگام مرگ به تن داشته متناقض است. بعید نیست که اساساً پیش از درآوردن کت خز خود کشته‌شده باشد.
- در تحقیقات پس از مرگ، نگهبان‌های خانه یوسوپوف گفتند صدای چهار گلوله پشت‌هم شنیده‌اند. پزشک قانونی نیز علت مرگ را خون‌ریزی شدید به خاطر اصابت گلوله به شکم اعلام کرد. احتمالاً قاتل یا قاتلان به محض ورودش به خانه از فاصله خیلی نزدیک به او شلیک کرده‌اند.
- از دیگر داستان‌ها دربارهٔ مرگ راسپوتین این است که او به ضرب گلوله نمرده و نهایتاً مجبور می‌شوند او را در آب یخ‌بسته غرق کنند. با پیدا شدن جسد راسپوتین، وظیفه انجام کالبدشکافی بر عهده کاساروتوف از آکادمی نظامی پزشکی بود. در نتیجه کالبدشکافی آمده بود که: «نشانی از غرق شدن نیست. راسپوتین پیش از آنکه به آب انداخته شود مرده بوده.» با این حال نسخه اصلی صورت جلسه کالبد شکافی نگه‌داری نشده‌است و نمی‌توان به این روایت اطمینان داشت.

## در فرهنگ عامه

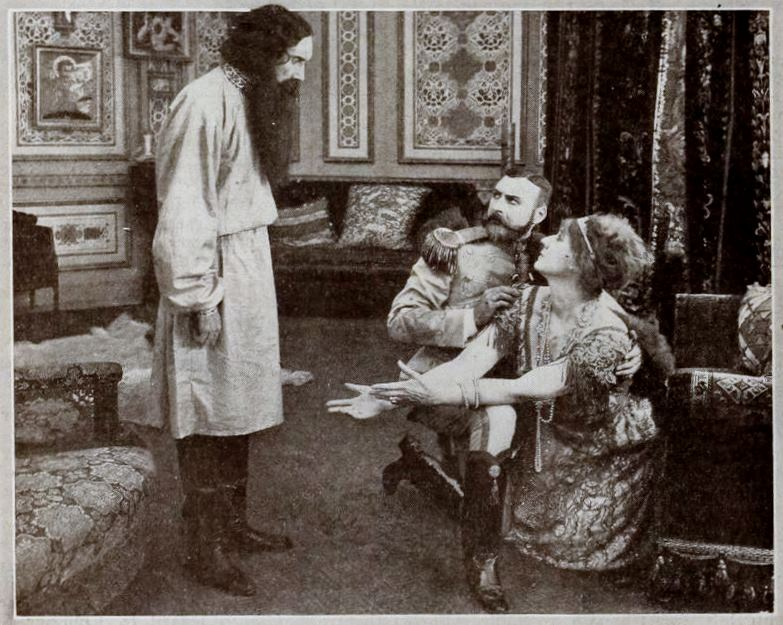
فیلم صامت سقوط رومانف‌ها به سال ۱۹۱۷ میلادی. در این صحنهٔ اغراق‌آمیز تزار و ملکهٔ روسیه در برابر راسپوتین زانو زده‌اند.

فیلم صامت سقوط رومانف‌ها در سال ۱۹۱۷ میلادی.
راسپوتین، نام ترانهٔ مشهوری از گروه موسیقی بُونی‌اِم است که در سال ۱۹۷۸ میلادی ساخته‌شد.